# António Ramos Rosa
António Victor Ramos Rosa (* 17. Oktober 1924 in Faro, Algarve; † 23. September 2013 in Lissabon) war ein portugiesischer Lyriker, Essayist und Übersetzer. Er war einer der bedeutendsten portugiesischen Lyriker des 20. Jahrhunderts.

## Leben
Rosa wurde in Faro geboren, wo er auch seine Jugendzeit verbrachte. Schon seit seiner Jugend begeisterte er sich für Literatur, besonders für die Poesie. 1945 kam er nach Lissabon, schloss sich dort einer oppositionellen Jugendgruppe gegen das Salazar-Regime an, was ihm einige Zeit Gefängnis einbrachte, und kehrte 1947 wieder in seine Heimat, nach Faro, zurück. In Lissabon war er als Büroangestellter tätig gewesen. Während seines Aufenthaltes in Faro war er u. a. als Übersetzer und erneut als Büroangestellter tätig und unterrichtete dort außerdem Portugiesisch, Französisch und Italienisch. Seit den 1960er Jahren arbeitete er als freier Schriftsteller in Lissabon, wo er im Alter von 88 Jahren im September 2013 an den Folgen einer bakteriellen Lungenentzündung verstarb.

## Portugals Jahrhundert-Lyriker
António Ramos Rosa veröffentlichte gut 50 Lyrikbände, war ein Kandidat für den Literaturnobelpreis, und hat alle bedeutenden zeitgenössischen Literaturpreise in Portugal gewonnen. Man sieht in ihm einen großen Naturlyriker Portugals, dem die Elemente – Feuer, Wasser, Luft und Erde – am wichtigsten sind. Auch die Frage nach dem Ursprung allen Seins beschäftigte ihn stets in seiner Literatur. Er war Mitbegründer der Literaturzeitschriften Árvore, Casseiopeia und Cadernos do Meio Dia. Unzählige Veröffentlichungen in Zeitungen, Zeitschriften und Anthologien im In- und Ausland zählen zu seinem Werk. Ins Französische wurden gut zehn Bücher übersetzt, ins Spanische fünf Bücher. Sein Debüt als Lyriker und Autor hatte er 1958 mit dem Bändchen O guito claro. In der Literaturgruppe Poesia 61 war er ein führendes Mitglied. Auch als Essayist konnte er viele Bücher publizieren, errang jedoch nicht die Bedeutung, die er als Lyriker erreichte.

## Auszeichnungen (Auswahl)
- 1988: Prémio Pessoa
- 1992: Premio Municipal Eça de Queiroz
- 1992: Prix Jean Malrieu
- 1992: Großoffizier des Ordens des heiligen Jakob vom Schwert
- 1997: Großkreuz des Ordens des Infanten Dom Henrique
- 2005: Grande Premio Sophia de Mello Breyner Andresen

## Werk (Auswahl)
- O guitar claro, 1958, Lyrik.
- Viagem Atraves de uma nebulosa, 1960, Lyrik.
- Voz Inicial, 1960, Lyrik.
- Liberdade Livre, 1962, Essays.
- A constituicao do corpo, 1969, Lyrik.
- Volante verde, 1986, Lyrik.
- Acordes, 1989, Lyrik.
- A parede Azul, 1991, Essays.
- O teu rosto, 1994, Lyrik.
- Tres, 1995, Lyrik.
- Nova Ficcao, 2000, Lyrik.
- As palavras, 2001, Essays.
- Genese & Constelacoes, 2005, Lyrik.

## Übersetzung
- Genesis & Konstellation. (Genese & Constellaçoes), Gedichte. Edition Delta, Stuttgart 2008, ISBN 978-3-927648-19-7. (portugiesisch, deutsch)